# Кассинаско
Кассинаско (итал. Cassinasco) — коммуна в Италии, располагается в регионе Пьемонт, в провинции Асти.
Население составляет 646 человек (2008 г.), плотность населения составляет 55 чел./км². Занимает площадь 12 км². Почтовый индекс — 14050. Телефонный код — 0141.
Покровителем коммуны почитается святой Иларий Пиктавийский, празднование 13 января.

## Демография
Динамика населения:

## Администрация коммуны
- Официальный сайт: http://www.comune.cassinasco.at.it/ Архивная копия от 28 мая 2009 на Wayback Machine